# 루이즈 글릭
루이즈 엘리자베스 글릭(/ɡlɪk/, 영어: Louise Elisabeth Glück, 1943년 4월 22일~2023년 10월 13일)은 미국의 시인, 수필가이다.
1968년 시집 《맏이》로 등단하였고, 1993년 시집 《야생 붓꽃》(Wild Iris)으로 퓰리처상과 전미도서상을 수상했다. 생전에 총 13권의 시집을 출간했으며, 예일 대학교 영문학과 교수를 역임했다.
글릭의 시는 신화와 고전 작품들에서 모티브를 얻는다. 대표 시집 《아베르노》(2006)에서는 그리스 신화에서 죽음의 신 하데스에게 붙잡혀 지옥에 떨어진 페르세포네 이야기를 시각적으로 해석하였다고 평가받았다.
루이즈 글릭은 2020년 노벨 문학상 수상자로 선정되었다. 스웨덴 한림원은 수상 이유를 "글릭은 꾸밈없는 아름다움을 갖춘 확고한 시적 목소리로 개인의 실존을 보편적으로 나타냈다"고 설명하였다. 안데르스 올손 심사위원은 이에 더해 "그녀의 시 세계는 지속적으로 명료함을 추구한다는 특징을 지니고 있다", "몽상과 망상에도 귀를 기울이고, 그 누구보다도 자아 망상에 맞서고 있다"고 논평하였다. 여성 시인으로서는 1996년 폴란드의 비스와바 심보르스카 이후 두 번째로 노벨상을 수상하였다.

## 생애와 창작 활동
1943년 4월 22일에 뉴욕에서 태어났다. 부모님은 헝가리계 유대인 이민자로 문학에 조예가 있어 딸인 루이즈 글릭 또한 영향을 받았으며, 10대 때 이미 직접 지은 글을 잡지와 출판사에 투고하기도 했다. 그러나 청소년기에 극심한 섭식장애와 신경성 식욕부진증을 앓게 되고 이로 인해 고등학교를 중퇴하고 7년에 걸친 상담치료를 받았다. 후일 글릭은 인터뷰에서 이 시기를 "내 인생의 가장 위대한 경험 중 하나"라고 회상했다. 세라 로런스 칼리지와 컬럼비아 대학교에 진학했지만, 질병으로 인해 학위는 따지 못했다.
투병 중의 경험을 바탕으로 25세 때인 1968년 첫 시집 《맏이》(Firstborn)를 냈다. 분노에 차 있으면서 소외감을 느끼는 1인칭 목소리를 내세운 이 시집은 비록 어조가 너무 거칠다는 혹평이 있었지만, 전통적 운율을 활용하면서도 구어체로 만들어진 독창적인 작법에 대한 호평이 더 많았다. 1975년 두 번째 시집 《습지의 집》에 이어 1980년 《내림차순》, 1985년 《아킬레우스의 승리》를 낸 후 전미 비평가상을 수상한다.
1990년 출간한 다섯 번째 시집 《아라라트》에서 글릭의 시 세계는 전환점을 맞는다. 다양한 주제를 탐구했던 예전과 달리, 《아라라트》에서는 세 명의 여성 캐릭터를 통해 남편과 아버지의 죽음을 구체적으로 다뤘다. 출간 당시엔 큰 관심을 받지는 못했지만 이후 미 의회도서관이 뽑은 가장 중요한 시에 뽑히기도 했다. 1993년엔 《야생 붓꽃》이 출간되었다. 54개의 연작시를 모은 이 시집에서 글릭은 뉴잉글랜드 정원을 배경으로 봄부터 늦여름까지의 계절변화를 그려냈다. 1인칭 꽃의 시점을 취하면서도 다변적 목소리를 불러낸 이 시집에 대해 평론가들은 "위대한 아름다움의 시"라고 호평했다. 글릭은 이 시집으로 퓰리처상을 수상했다. 2023년 10월 13일에 매사추세츠주 케임브리지에 위치한 자택에서 암으로 향년 80세를 일기로 세상을 떠났다.

## 출간 시집
글릭이 노벨 문학상을 수상했던 2020년까지만 해도 대한민국에서 한국어로 번역된 시집은 없었으나, 대한민국의 류시화 시인이 〈눈풀꽃〉(Snowdrops)과 〈애도〉(Lament) 두 수를 번역 소개한 바 있다. 각각 《마음챙김의 시》와 《시로 납치하다》에 수록되었다. 그러다가 2023년에 시공사에서 루이즈 글릭의 시집 13권이 정은귀 한국외국어대학교 영미문학문화학과 교수에 의해 완역되어 출간되었다.
- 맏이(Firstborn, 1968)
- 습지 위의 집(The House on Marshland, 1975)
- 내려오는 모습(Descending Figure, 1980)
- 아킬레우스의 승리(The Triumph of Achilles, 1985)
- 아라라트산(Ararat, 1990)
- 야생 붓꽃(The Wild Iris, 1992)
- 첫 시 네 권(The First Four Books of Poems, 1995)
- 목초지(Meadowlands, 1997)
- 새로운 생(Vita Nova, 1999)
- 일곱 시절(The Seven Ages, 2001)
- 아베르노(Averno, 2006)
- 시골 생활(A Village Life, 2009)
- 시 1962-2012(Poems: 1962-2012, 2012)
- 신실하고 고결한 밤(Faithful and Virtuous Night, 2014)
- 협동 농장의 겨울 요리법(Winter Recipes from the Collective, 2021)

## 수상 내역
- 전미 비평가상(1985) - 시집 《아킬레우스의 승리》[4]
- 윌리엄 카를로스 윌리엄스상(1993) - 시집 《야생 붓꽃》
- 퓰리처상(1993) - 시집 《야생 붓꽃》[5]
- 볼링겐상(2001)[6]
- PEN 뉴잉글랜드상(2007) - 시집 《아베르노》[7]
- 로스앤젤레스 타임스 도서상(2012) - 시집 《시 1962-2012》[8]
- 전미도서상(2014) - 시집 《독실하고 고결한 밤》[9]
- 트란스트뢰메르상(2020)[10]
- 노벨 문학상(2020)